# وزارت دفاع (کویت)
وزارت دفاع (انگلیسی: Ministry of Defense) یکی از سازمان‌های دولتی کویت است که جزئی از کابینه این کشور محسوب می‌شود. وزیر فعلی این وزارتخانه عبدالله علی عبدالله السالم الصباح است.
وظیفه اصلی این وزارتخانه اجرای سیاست دفاعی دولت و اداره تمام شاخه‌های نیروهای مسلح کویت است. همچنین مسئول تولید، انتقال، استفاده، ذخیره‌سازی و هماهنگی مین‌ها و همچنین پاکسازی مین‌ها است. این وزارتخانه مجله‌ای ماهانه به نام «همة الوطن» منتشر می‌کند.

## وزیر
در ۱ ژوئیه ۱۹۶۱، زمانی که وزارتخانه هنوز در طول عملیات برتری تأسیس نشده بود؛ ارتش کویت از زمان تأسیس، عملاً فرماندهی نیروهای مسلح موجود را بر عهده داشت و به عنوان وزیر رسمی، امیر کویت را در مورد روند عملیات راهنمایی می‌کرد. ارتش کویت که در سال ۱۹۵۳ مجدداً سازماندهی شد، ۱۳ سال قبل از تأسیس وزارتخانه کویت، توسط فیلد مارشال شیخ عبدالله مبارک الصباح (کوچکترین پسر مبارک الصباح) در سال ۱۹۴۹ تأسیس شد.
| نام                    | تصویر | رتبه        | دوره تصدی | یادداشت‌ها |
| ---------------------- | ----- | ----------- | --------- | --- |
| عبدالله المبارک الصباح |       | فیلد مارشال | ۱۹۴۹–۱۹۶۱ | فرمانده کل ارتش کویت و نیروهای مسلح کویت (۱۹۴۲–۱۹۶۱) تا زمانی که این دو در سال ۱۹۵۳ از هم جدا شدند. بنیانگذار و حامی ارتش کویت و نیروی هوایی کویت. |

## فهرست وزیران دفاع و معاونان نخست‌وزیر (۱۹۶۲–تاکنون)
این وزارتخانه از زمان تأسیس در سال ۱۹۶۲ توسط افراد زیر اداره شده است:
| #  | نام                                 | تصویر | عنوان                           | دوره تصدی                     | یادداشت‌ها |
| -- | ----------------------------------- | ----- | ------------------------------- | ----------------------------- | --- |
| ۱  | محمد الاحمد الجابر الصباح           |       | معاون نخست‌وزیر کویت و وزیر دفاع | ۱۹۶۲–۱۹۶۴                     | پایگاه هوایی پادشاهی کویت با نام وی نام‌گذاری شده است.                                                                               |
| ۲  | سعد عبدالله سالم الصباح             |       | وزیر دفاع و معاون نخست‌وزیر      | ۱۹۶۴–۱۹۷۸                     | ۱۴امین حاکم و ۴امین امیر کویت (۲۰۰۶) آکادمی علوم امنیتی سعد عبدالله که مسئول آموزش پرسنل پلیس کویت است، به نام او نامگذاری شده است. |
| ۳  | سالم صباح السالم الصباح             |       | وزیر دفاع و معاون نخست‌وزیر      | ۱۹۷۸–۱۹۸۸                     | |
| ۴  | نواف احمد جابر الصباح               |       | وزیر دفاع و معاون نخست‌وزیر      | ۱۹۸۸–۱۹۹۱                     | ولیعهد کویت (۲۰۰۶–۲۰۲۰)، شانزدهمین حاکم و ششمین امیر کویت                                                                           |
| ۵  | علی صباح السالم الصباح              |       | وزیر دفاع و معاون نخست‌وزیر      | ۱۹۹۱–۱۹۹۴                     | دانشکده نظامی علی الصباح که مسئول آموزش پرسنل نیروهای مسلح کویت به استثنای پلیس کویت است، به نام او نامگذاری شده است.               |
| ۶  | احمد الحمود الصباح                  |       | وزیر دفاع و معاون نخست‌وزیر      | ۱۹۹۴–۱۹۹۶                     | |
| ۷  | سالم صباح السالم الصباح             |       | وزیر دفاع و معاون نخست‌وزیر      | ۱۹۹۶–۲۰۰۱                     | |
| ۸  | جابر مبارک الحمد الصباح             |       | وزیر دفاع و معاون نخست‌وزیر      | ۲۰۰۱–۲۰۱۱                     | نخست‌وزیر کویت (۲۰۱۱–۲۰۱۹) |
| ۹  | احمد الحمود الصباح                  |       | وزیر دفاع و معاون نخست‌وزیر      | ۲۰۱۱                          | |
| ۱۰ | احمد الخالد الصباح                  |       | وزیر دفاع و معاون نخست‌وزیر      | ۲۰۱۲–۲۰۱۳                     | سپهبد بازنشسته و رئیس ستاد کل نیروهای مسلح کویت (۲۰۰۹–۲۰۱۲)                                                                         |
| ۱۱ | خالد الجراح الصباح                  |       | وزیر دفاع و معاون نخست‌وزیر      | ۲۰۱۳–۲۰۱۶                     | سپهبد بازنشسته و رئیس ستاد کل نیروهای مسلح کویت (۲۰۱۲–۲۰۱۳)                                                                         |
| ۱۲ | محمد الخالد الحمد الصباح            |       | وزیر دفاع و معاون نخست‌وزیر      | ۲۰۱۶–۲۰۱۷                     | |
| ۱۳ | ناصر صباح الاحمد الصباح             |       | وزیر دفاع و معاون نخست‌وزیر      | ۲۰۱۷–۲۰۱۹                     | |
| ۱۴ | احمد منصور الاحمد الصباح            |       | وزیر دفاع و معاون نخست‌وزیر      | ۲۰۱۹–۲۰۲۰                     | |
| ۱۵ | حمد جابر العلی الصباح               |       | وزیر دفاع و معاون نخست‌وزیر      | ۲۰۲۰–۲۰۲۲                     | [ ۱۴ ] |
| ۱۶ | احمد ناصر المحمد الصباح             |       | وزیر دفاع (کفیل)                | ۲۰۲۲                          | [ ۱۵ ] |
| ۱۷ | طلال الخالد الاحمد الصباح           |       | وزیر دفاع و معاون نخست‌وزیر      | 9 March 2022–۲ اکتبر ۲۰۲۲     | [ ۱ ] |
| ۱۸ | عبدالله علی العبدالله السالم الصباح |       | وزیر دفاع                       | ۵ اکتبر ۲۰۲۲ – ۱۸ ژوئن ۲۰۲۳   | |
| ۱۹ | احمد الفهد                          |       | وزیر دفاع و معاون نخست‌وزیر      | ۱۸ ژوئن ۲۰۲۳ – ۱۷ ژانویه ۲۰۲۴ | |
| ۲۰ | فهد یوسف سعود الصباح                |       | وزیر دفاع و معاون نخست‌وزیر      | ۱۷ ژانویه ۲۰۲۴ – ۴ فوریه ۲۰۲۵ | |
| ۲۱ | عبدالله علی عبدالله السالم الصباح   |       | وزیر دفاع                       | ۴ فوریه ۲۰۲۵ – تاکنون         | |